# Ie ni kaeru to tsuma ga kanarazu shinda furi wo shite imasu.
Ie ni kaeru to tsuma ga kanarazu shinda furi wo shite imasu. (家に帰ると妻が必ず死んだふりをしています。? lett. "Quando torno a casa, mia moglie finge sempre di essere morta"), noto anche con il titolo internazionale in lingua inglese When I Get Home, My Wife Always Pretends to be Dead, è un film del 2018 diretto da Toshio Lee.

## Trama
Dopo tre anni di matrimonio, la precedente moglie di Jun chiese all'improvviso al marito – senza che avessero mai avuto notevoli problemi o incomprensioni fra loro – la separazione. Durante un viaggio di lavoro, Jun ebbe poi modo di conoscere Chie, e decisero di sposarsi. Temendo che anche Chie potesse decidere di separarsi all'improvviso, Jun si fece così promettere che – dopo tre anni – entrambi avrebbero dovuto dire se erano soddisfatti o meno del loro matrimonio. Pochi giorni prima della data in questione, Jun torna a casa ed è disperato nel trovare la moglie distesa a terra e ricoperta di sangue; quando l'uomo sta per chiamare l'ambulanza, scopre però che la moglie in realtà gli aveva fatto solo uno scherzo.
Da quel giorno, tornando a casa, Jun vede Chie che sperimenta sempre nuovi differenti modi di morire, e inizia a pensare di avere commesso degli errori nel loro rapporto; in seguito, stanco della situazione, Jun chiede esplicitamente alla moglie di smetterla con il proprio comportamento, oltre a cosa pensi realmente di lui. Alla domanda, Chie si alza e si reca alla finestra del loro appartamento, e osservando il cielo afferma: "La luna stasera è splendida, vero?", frase che peraltro gli aveva ripetuto in numerose altre occasioni. Jun discute del comportamento di sua moglie anche in ufficio, e in particolare con l'amico Soma: sebbene lui e sua moglie Yumiko sembrino estremamente felici, i due decidono consensualmente, dopo cinque anni di matrimonio, di divorziare.
Un discorso con il padre di Chie, e l'aver ritrovato un vecchio libro di letteratura della ragazza, fa infine capire a Jun il vero significato del comportamento che la moglie, preoccupata per lui, aveva assunto nei suoi confronti: nel tradurre l'espressione "Ti amo", gli scrittori Natsume Soseki e Futabatei Shimei – non esistendo ancora un preciso corrispettivo in lingua giapponese – avevano rispettivamente usato le espressioni "La luna è splendida stasera, vero?" e "Per te morirei" (da questa espressione la scelta di "morire" ogni sera in una maniera diversa dinnanzi al marito). Jun chiede così scusa a Chie per non avere davvero riflettuto sul senso del suo agire, mentre Chie gli confida che, nel corso dei loro tre anni di matrimonio, non aveva pensato neanche una volta di lasciarlo.

## Distribuzione
In Giappone, la pellicola è stata distribuita a partire dall'8 giugno 2018 da Kadokawa Pictures.